# Daniel Guggenheim
Daniel Guggenheim, även kallad "kopparkungen", född 9 juli 1856, död 28 september 1930, var en amerikansk industriman. Han var far till Harry Guggenheim.
Guggenheim var den ledande kraften i familjeföretaget M. Guggenheim & Sons, som under hans ledning blev en världens största gruvbolag. År 1901-19 var han chef för American Smelting & Refining Co., vars produktion av guld, silver, koppar, tenn och andra metall bedrevs i USA, Mexico, Peru, Brasilien och Belgiska Kongo. Daniel Guggenheim efterträddes 1919 som chef av brodern Simon Guggenheim. Båda har gjort betydande donationer, Daniel miljontals dollar för flygväsendets utveckling, Simon för främjandet av den högre undervisningen, främst i form av undervisningsstipendier.